# Мейсі Кілті
Мейсі Кілті (англ. Macey Kilty; нар. 13 березня 2001, Стратфорд, Марафон, Вісконсин) — американська борчиня вільного стилю, срібна призерка чемпіонату світу, срібна призерка Кубку світу (в команді), багаторазова призерка чемпіонатів світу в молодших вікових групах, чемпіонка світу серед кадетів, Панамериканська чемпіонка серед кадетів.

## Життєпис
Почала займатися боротьбою у п'ять років після того, як її брат приєднався до місцевого молодіжного клубу боротьби.
Закінчила середню школу Рівер-Фоллз. Навчається в Університеті ДеВрі (Іллінойс).
Виступає за борцівський клуб «Sunkist Kids» зі Скоттсдейла — передмістя Фінікса. Тренери — Коулман Скотт, Трой Штайнер.

## Спортивні результати на міжнародних змаганнях

### Виступи на Чемпіонатах світу
| Змагання                        | Збірна | Вагова категорія          | Місце  |
| ------------------------------- | ------ | ------------------------- | ------ |
| Чемпіонат світу з боротьби 2023 | США    | жіноча боротьба, до 65 кг | Срібло |

### Виступи на Кубках світу
| Змагання                    | Збірна | Вагова категорія | Місце  |
| --------------------------- | ------ | ---------------- | ------ |
| Кубок світу з боротьби 2019 | США    | команда          | Срібло |

### Виступи на інших змаганнях
| Змагання                                 | Збірна | Вагова категорія          | Місце  |
| ---------------------------------------- | ------ | ------------------------- | ------ |
| Міжнародний меморіал Дейва Шульца 2019   | США    | жіноча боротьба, до 68 кг | Срібло |
| Гран-прі Німеччини з боротьби 2019       | США    | жіноча боротьба, до 65 кг | Бронза |
| Турнір Дана Колова — Николи Петрова 2019 | США    | жіноча боротьба, до 68 кг | 12     |
| Меморіал Маттео Пелліконе 2020           | США    | жіноча боротьба, до 62 кг | 8      |
| Гран-прі Франції Анрі Деглана 2021       | США    | жіноча боротьба, до 62 кг | Срібло |
| Гран-прі «Іван Яригін» 2022              | США    | жіноча боротьба, до 62 кг | Срібло |
| Турнір Яшара Догу 2022                   | США    | жіноча боротьба, до 62 кг | Срібло |

### Виступи на змаганнях молодших вікових груп
| Змагання                                                 | Збірна | Вагова категорія          | Місце  |
| -------------------------------------------------------- | ------ | ------------------------- | ------ |
| Чемпіонат світу з боротьби серед кадетів 2016            | США    | жіноча боротьба, до 49 кг | Бронза |
| Панамериканський чемпіонат з боротьби серед кадетів 2017 | США    | жіноча боротьба, до 60 кг | Золото |
| Чемпіонат світу з боротьби серед кадетів 2018            | США    | жіноча боротьба, до 69 кг | Золото |
| Чемпіонат світу з боротьби серед юніорів 2018            | США    | жіноча боротьба, до 68 кг | Срібло |
| Чемпіонат світу з боротьби серед юніорів 2019            | США    | жіноча боротьба, до 65 кг | Срібло |
| Чемпіонат світу з боротьби серед молоді 2019             | США    | жіноча боротьба, до 68 кг | Срібло |
| Чемпіонат світу з боротьби серед молоді 2023             | США    | жіноча боротьба, до 65 кг | 5      |